# Hiperbórea
Hiperbórea (do grego antigo Ὑπερβορέα: 'muito além do bóreas', o vento que sopra do norte; de Ὑπερ, transl. hiper: 'muito além' + βορέα, transl. borea: 'norte) era, na mitologia grega, uma terra mítica perpetuamente ensolarada, situada num lugar muito distante ao norte, na extremidade setentrional da Terra. Essa região seria habitada, segundo os antigos gregos, por um povo igualmente lendário — os hiperbóreos.

## História
A Hiperbórea era perfeita, com o sol resplandecente 24 horas por dia. Os gregos pensavam que Bóreas, o deus do vento norte, vivia na Trácia. A Hiperbórea, portanto, era uma nação desconhecida, localizada na parte norte da Europa e da Ásia. Exclusivamente entre os Olímpios, apenas Apolo era venerado pelos hiperbóreos: o deus passava os invernos junto a esse povo. Esses últimos enviavam presentes misteriosos, embalados em palha, que primeiro chegavam a Dodona e depois eram passados de povo em povo até chegar ao templo de Apolo em Delos (cf. Pausânias). Teseu e Perseu também visitaram os hiperbóreos.
Nos mapas gregos do período de Alexandre, o Grande, a Hiperbórea — mostrada por vezes como uma península, por vezes como uma ilha — localizava-se além da França, possuindo maior área latitudinal que longitudinal. Aparentemente a Hiperbórea é o resultado de uma combinação de noções do que hoje seria a Grã-Bretanha e a Escandinávia.
O que impressiona no tocante à Hiperbórea é que a região era uma das muitas terrae incognitae nos mundos grego e romano antigos, onde Plínio e Heródoto, bem como Virgílio e Cícero, relataram que ali as pessoas atingiam idades de mil anos e gozavam de vidas permeadas de completa felicidade. De acordo com Heródoto (4.13), os hiperbóreos viviam para além dos Arimaspos e foram visitados por Aristeas, de quem se diz haver escrito um poema em hexâmetro (hoje perdido) falando daquela raça. Heródoto relata que também Hesíodo menciona os hiperbóreos, "e também Homero em sua Epígones, se é que tal trabalho dele realmente veio." Além disso, dizia-se que o sol nascia e punha-se apenas uma vez ao ano na Hiperbórea; e ali havia quantidades massivas de ouro, guardadas pelos grifos.
Assim como outras lendas dessa natureza, alguns detalhes podem ser conciliados com o conhecimento moderno. Acima do Círculo Ártico, do período do equinócio da primavera até o período do equinócio de outono, o sol brilha durante 24 horas por dia (chamado de "sol da meia noite" — tal fenômeno pode ser visto na parte norte da Suécia, Noruega e Finlândia, por exemplo). No Polo Norte o sol nasce e se põe apenas uma vez ao ano — provavelmente levando à errônea conclusão de que "um dia" para pessoas residentes ali tenha a extensão de um ano, de forma que viver mil dias, portanto, signifique viver mil anos.

## Significado atual

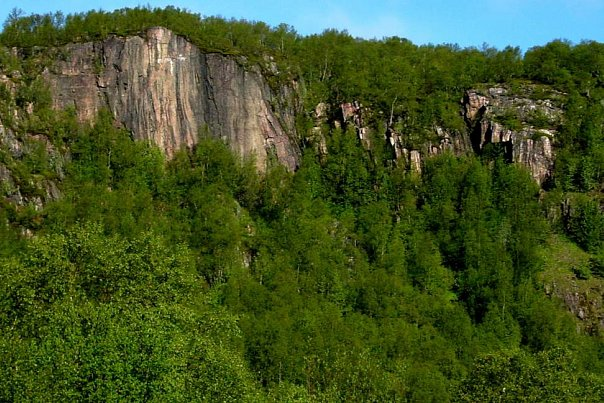

O termo "hiperbóreo" é usado atualmente para indicar qualquer um que viva em clima frio. Por exemplo, no sistema de classificação da Biblioteca do Congresso nos Estados Unidos, o termo "Línguas Hiperbóreas" refere-se a todas as línguas desprovidas de relação linguística pertencentes aos povos que habitam as regiões árticas, como os Inuit (esquimós). Georges Vacher de Lapouge particularmente utilizava o termo "raça hiperbórea" ou Homo hypeboreus para identificar o grupo etnorracial lapão.
Também são entidades hiperbóreas Ábaris, o sábio, e Ilitía, a deusa cretense.

## Hiperbórea em trabalhos recentes de ficção
O período temporal de Conan o Bárbaro, famosa personagem de Robert E. Howard, toma lugar em sua fictícia "Era Hiboriana", onde o autor mostra a Hiperbórea como uma região ao extremo norte do continente, habitada por bárbaros de cabelos dourados, ao norte e a leste da terra nativa de Conan, a inclemente Ciméria.
Inspirado por Howard, H.P. Lovecraft usou a Hiperbórea em sua mitologia ao construir sua própria versão da Atlântida.
O também autor Clark Ashton Smith (um correspondente tanto de Lovecraft como de Howard e, como eles, um frequente contribuidor da revista pulp Weird Tales) criou uma série de dez histórias vividas numa versão da Groenlândia da antiguidade, durante uma era de aquecimento que possibilitava sua habitação. Sua Hiperbórea é cheia de magos, ladrões e estranhos monstros, além de ser abundante em humor satírico.